# Preußen Dellbrück
Preußen Dellbrück war ein Sportverein aus Köln. Die erste Fußballmannschaft erreichte im Jahre 1950 das Halbfinale um die deutsche Meisterschaft. 1957 fusionierte der Verein mit dem SC Rapid Köln zum SC Viktoria Köln.

## Geschichte
Am 6. April 1912 wurde in Dellbrück der FK Preußen Dellbrück gegründet, der sich im Januar 1919 in FV 1912 Dellbrück und 1926 in SC Preußen Dellbrück umbenannte. Lediglich in der Saison 1931/32 spielten die Preußen in der höchsten Spielklasse. Nach dem Zweiten Weltkrieg begann die große Zeit der Dellbrücker. Als Dritter der Mittelrheinmeisterschaft qualifizierten sie sich 1947 für die Oberliga West. Es folgte ein dramatischer Abstiegskampf.
Die Preußen beendeten die Saison 1947/48 punktgleich mit der TSG Vohwinkel 80. Das Entscheidungsspiel endete 1:1 nach Verlängerung. Das Wiederholungsspiel endete torlos nach Verlängerung. Auch beim dritten Spiel fielen keine Tore, aber aufgrund der großen Hitze wurde auf eine Verlängerung verzichtet. Das vierte Spiel gewannen die Wuppertaler schließlich mit 1:0, so dass die Preußen absteigen mussten. Mit dem Abstieg verabschiedeten sie sich auch von ihrer langjährigen Heimspielstätte „Et Höffge“.
In der folgenden Spielzeit 1948/49 wurden die Preußen Vizemeister der Rheinbezirksliga hinter Bayer 04 Leverkusen. Da die Oberliga von 13 auf 16 Vereine erweitert wurde, nahmen die Dellbrücker an einer Aufstiegsrunde teil, wo sie sich gegen die SpVgg Herten und Fortuna Düsseldorf durchsetzen konnten und in die Oberliga West zurückkehrten. Sie wurden zur Sensationsmannschaft der Oberliga-Saison 1949/50. Am letzten Oberligaspieltag gewannen die Preußen mit 4:1 gegen Rhenania Würselen, während der Konkurrent 1. FC Köln bei Alemannia Aachen mit 2:3 verlor.

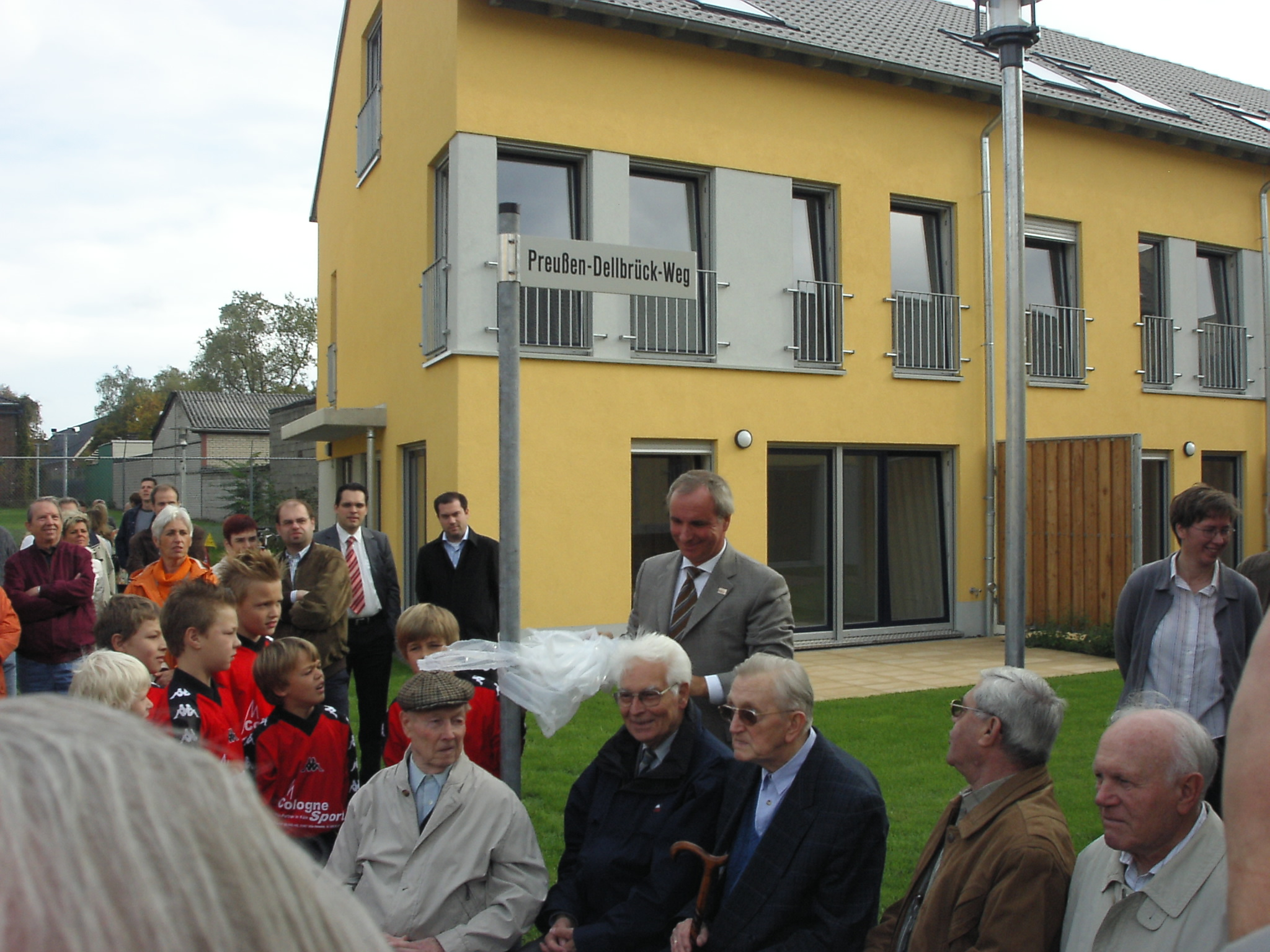
Enthüllung des Straßenschildes für den Preußen-Dellbrück-Weg durch Burkhard von der Mühlen

Damit war Dellbrück Vizemeister und für die deutsche Meisterschaft qualifiziert. Auf einen 1:0-Sieg nach Verlängerung über den SSV Reutlingen 05 folgte im Viertelfinale ein 2:1-Sieg über Titelverteidiger VfR Mannheim. Die Halbfinalpartie gegen Kickers Offenbach im Stuttgarter Neckarstadion endete torlos. Im Wiederholungsspiel im Oberhausener Niederrheinstadion setzten sich die Hessen mit 3:0 durch.
Die Dellbrücker erreichten damit ihren sportlichen Zenit. In den folgenden Jahren rutschte die Mannschaft ins Mittelfeld der Tabelle. In der Saison 1954/55 wurde Heinz Lorenz gleichauf mit Felix Gerritzen von Preußen Münster Torschützenkönig der Oberliga West. Mitte der 1950er Jahre gerieten die Preußen in Abstiegsgefahr. Infolge der sinkenden Zuschauerzahlen wurde die Spielstätte Hauptkampfbahn Müngersdorfer Stadion zu teuer. Am 10. Juli 1957 fusionierten Preußen Dellbrück und der SC Rapid Köln zum SC Viktoria Köln. Aus der ehemaligen Spielstätte „Et Höffge“ wurde zunächst eine belgische Kaserne und ab 2006 eine Wohnsiedlung. Der Weg in diese Siedlung erhielt in Erinnerung an den Verein am 22. Oktober 2006 den Namen Preußen-Dellbrück-Weg.

## Nachlass

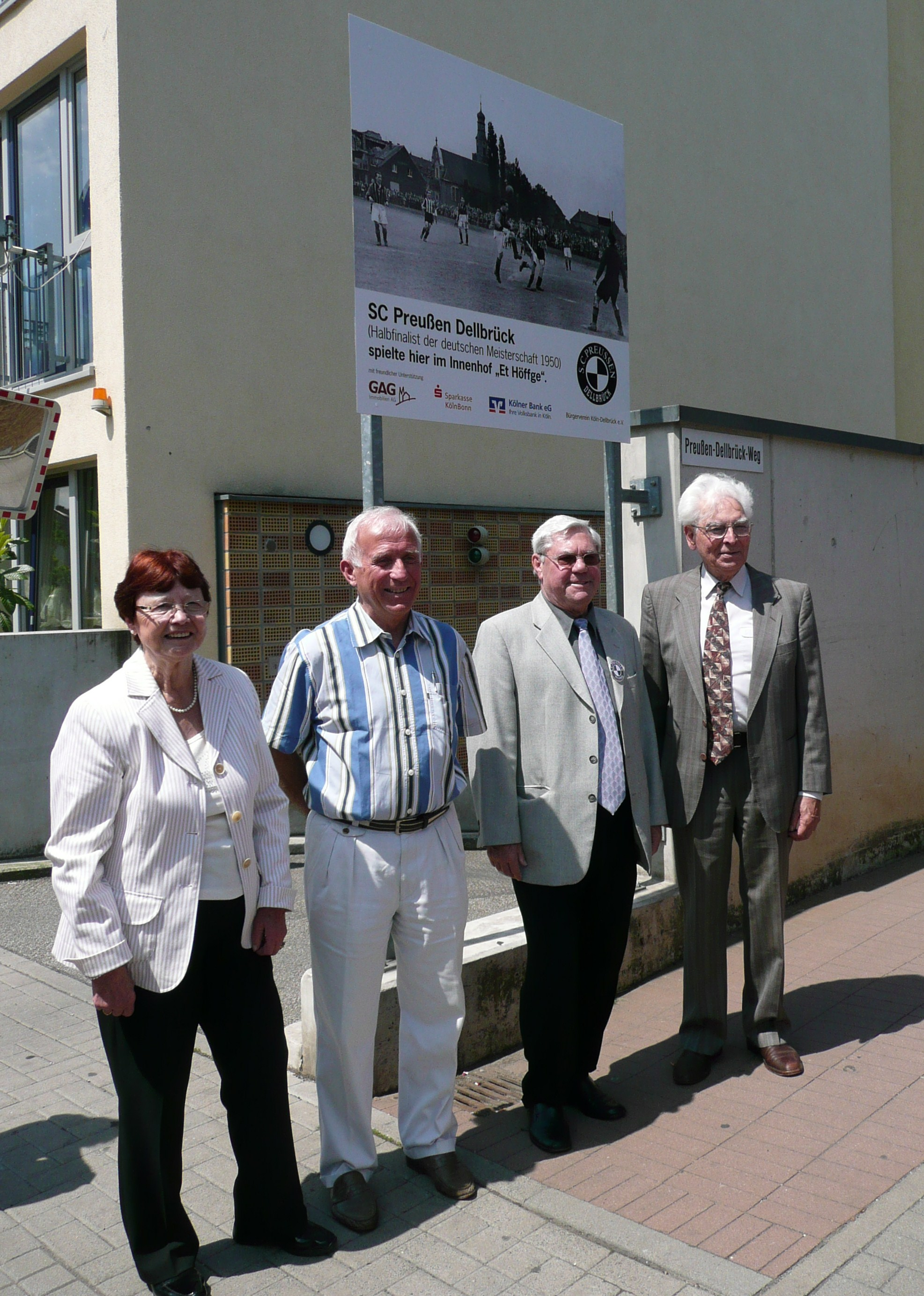
Enthüllung der Tafel zur Erinnerung an die Teilnahme an der deutschen Meisterschaft 1950

Das Straßenschild und eine Erinnerungstafel an den alten Preußenplatz wurde durch das Vorstandsmitglied Burkhard von der Mühlen von der GAG Immobilien AG und zwei Freunden der „Alten Preußen“ Cilly Mertel und Willi Hölzgen feierlich enthüllt. Am 6. Juni 2010, 60 Jahre nach der Teilnahme an der deutschen Fußballmeisterschaft, stellten die „Alten Preußen“ noch das nebenstehende Foto als Plakat am Eingang der Siedlung auf.
Im Jahr 2012, 100 Jahre nach der Gründung, organisierte eine größere Gruppe von Freunden mehrere Veranstaltungen und gab eine kleine Festschrift mit DVD über das Werden und Wirken der Preußen heraus. Am 6. April, dem Gründungstag, fand auf dem Friedhöfen Köln-Holweide und -Dellbrück ein Totengedenken statt. Am 31. Mai wurde in der Dellbrücker Volksbank, Filiale der Kölner Bank, die Fotoausstellung „100 Jahre Preußen Dellbrück“ mit Bildern aus der Sammlung von Uli Herhaus eröffnet. Festredner waren der Bürgermeister der Stadt Köln, Hans-Werner Bartsch, und der Vorsitzende des Dellbrücker Bürgervereins Lothar Fricke.

## Spieler
- Jean Paffrath (1945–1952)
- Fritz Herkenrath (1947–1951)
- Heinz Lorenz (1953–1957)
- Jean Löring (1955–1957)[11]

## Trainer
- Kuno Krügel (1949, 1953–1954)